# V403SH
V403SHは、シャープが開発し、ソフトバンクモバイル（旧・ボーダフォン日本法人）が販売するPDC方式の携帯電話端末である。

## 概要
V402SHの後継機というよりも、V501SHとV302SHを合わせたというような位置づけである。V402SHはアナログテレビチューナーを搭載するなど高機能性を目指していたのに対し、V403SHはテレビチューナーを搭載せず、代わりにファッション性を重視している。そのためデザインを追求し、開発時にデザイン事務所の人間の協力も得ている。購入層として30〜40代の女性を想定し、スクエアボディによるコンパクトなデザインと、背面液晶周辺のストライプ模様によるヨーロピアンモダンなデザインをアピールしている。2006年6月に発売された新色はインモールド成型を用いてシックなデザインとしている。新色のモデルも機能や仕様は既存色のモデルと同等である。既存色と新色のモデルでは背面の「vodafone」の位置が異なっている。
キャリアがソフトバンクへ社名変更したことに伴い、本体に表記されたキャリア名を変更したモデル、SoftBank 403SHも発売された。403SHのカラーバリエーションはブルーとベージュ（それぞれV403SHのクロスブルー、クロスベージュと同一）のみである。
V403SHは2006年12月よりプリペイドケータイとしての発売も開始された。クロスベージュはファミリーマートのみ、レッドストライプ・ブルーストライプ・クロスブルーはソフトバンクショップ・ソフトバンクカウンターでの販売に限られた。
後にSoftBank 403SHもプリペイドケータイとしての販売が開始された。ベージュはコンビニエンスストアのみでの取り扱いとされた。取り扱いコンビニエンスストアはサークルKサンクス及びファミリーマートであった。

## 歴史
- 2005年11月29日 - JATEによる認定を受ける。認定番号はA05-0497001[10]。
- 2006年1月18日 - ボーダフォンの春商戦向け新機種の発表会にてV403SHが発表される。この時点では2月下旬以降発売とされていた[11]。また、同日ニュースリリースも出される[12]。
- 2006年2月23日 - ニュースリリースにて2月25日に発売されることが発表される[13]。
- 2006年2月25日 - 発売[13]。
- 2006年5月18日 - ニュースリリースにて6月上旬以降にクロスベージュ、クロスブルーの新色モデルが発売されることが発表される[4]。
- 2006年6月1日 - ニュースリリースにて新色モデルは6月3日に発売されることが発表される[14]。
- 2006年6月3日 - V403SHのクロスブルー、クロスベージュが全国一斉発売開始[15]。

## 不具合
- 2006年7月28日 - 特定の文字を入力すると画面が固まったり、強制的に再起動する不具合[16]